# The Very Best of the Bee Gees
The Very Best of the Bee Gees (englisch für „Das Allerbeste der Bee Gees“) ist ein Best-of-Album des britisch-australischen Popmusik-Trios Bee Gees. Es erschien am 12. November 1990 über das Label Polydor und zählt mit über einer Million verkauften Exemplaren zu den meistverkauften Musikalben in Deutschland. In den Vereinigten Staaten wurde das Album nicht veröffentlicht.

## Inhalt
Die auf dem Album enthaltenen Lieder sind größtenteils Singles, die aus zuvor veröffentlichten Alben des Trios ausgekoppelt wurden. So stammen die Songs How Deep Is Your Love, More Than a Woman, Stayin’ Alive und Night Fever aus Saturday Night Fever: The Original Movie Sound Track (1977). Die Stücke New York Mining Disaster 1941 und To Love Somebody wurden dem Album Bee Gees’ 1st (1967) entnommen, während Massachusetts und World von Horizontal (1968) stammen. Die Lieder Jive Talkin’ und Nights on Broadway erschienen zuvor auf dem Album Main Course (1975), wogegen Too Much Heaven und Tragedy auf Spirits Having Flown (1979) veröffentlicht wurden. Jeweils ein Song stammt von den Alben Best of Bee Gees (1969) (Words), Idea (1968) (I’ve Gotta Get a Message to You), Odessa (1969) (First of May), Cucumber Castle (1970) (Don’t Forget to Remember), To Whom It May Concern (1972) (Run to Me), Children of the World (1976) (You Should Be Dancing), E.S.P. (1987) (You Win Again) und One (1989) (Ordinary Lives). Zudem ist das Stück Saved by the Bell von Robin Gibbs Soloalbum Robin’s Reign (1970) enthalten.
Den Studioalben The Bee Gees Sing and Play 14 Barry Gibb Songs (1965), Spicks and Specks (1966), 2 Years On (1970), Trafalgar (1971), Life in a Tin Can (1973), Mr. Natural (1974), The Bee Gees Bonanza – The Early Days (1978) und Living Eyes (1981) wurden dagegen keine Titel entnommen.

## Produktion
Die auf The Very Best of the Bee Gees enthaltenen Lieder wurden zum Großteil von den Bee Gees selbst produziert. Daneben waren die Musikproduzenten Robert Stigwood, Ossie Byrne, Arif Mardin, Albhy Galuten, Karl Richardson und Brian Tench an der Produktion beteiligt. Als Autoren der Stücke fungierten ebenfalls die Bee Gees selbst.

## Covergestaltung
Das Albumcover zeigt die schwarzen Silhouetten der drei Bee-Gees-Brüder Barry, Maurice und Robin Gibb. Im oberen Teil des Bilds befinden sich die Schriftzüge the very best of the und Bee Gees in Schwarz und Rot sowie der Hinweis including You Win Again, Night Fever, Massachusetts, I’ve Gotta Get a Message to You, How Deep Is Your Love, Jive Talkin’, You Should Be Dancing, Tragedy. Der Hintergrund ist weiß gehalten.

## Titelliste
| #  | Titel                           | Länge | Album (Jahr)                             |
| -- | ------------------------------- | ----- | ---------------------------------------- |
| 1  | New York Mining Disaster 1941   | 2:12  | Bee Gees’ 1st (1967)                     |
| 2  | To Love Somebody                | 3:02  | Bee Gees’ 1st (1967)                     |
| 3  | Massachusetts                   | 2:24  | Horizontal (1968)                        |
| 4  | World                           | 3:15  | Horizontal (1968)                        |
| 5  | Words                           | 3:16  | Best of Bee Gees (1969)                  |
| 6  | I’ve Gotta Get a Message to You | 3:08  | Idea (1968)                              |
| 7  | First of May                    | 2:49  | Odessa (1969)                            |
| 8  | Don’t Forget to Remember        | 3:29  | Cucumber Castle (1970)                   |
| 9  | Saved by the Bell               | 3:07  | Robin’s Reign (1970)                     |
| 10 | Run to Me                       | 3:07  | To Whom It May Concern (1972)            |
| 11 | Jive Talkin’                    | 3:44  | Main Course (1975)                       |
| 12 | Nights on Broadway              | 4:28  | Main Course (1975)                       |
| 13 | You Should Be Dancing           | 4:47  | Children of the World (1976)             |
| 14 | How Deep Is Your Love           | 4:03  | Saturday Night Fever (Soundtrack) (1977) |
| 15 | More Than a Woman               | 3:16  | Saturday Night Fever (Soundtrack) (1977) |
| 16 | Stayin’ Alive                   | 4:43  | Saturday Night Fever (Soundtrack) (1977) |
| 17 | Night Fever                     | 3:32  | Saturday Night Fever (Soundtrack) (1977) |
| 18 | Too Much Heaven                 | 4:57  | Spirits Having Flown (1979)              |
| 19 | Tragedy                         | 5:04  | Spirits Having Flown (1979)              |
| 20 | You Win Again                   | 3:58  | E.S.P. (1987)                            |
| 21 | Ordinary Lives                  | 4:04  | One (1989)                               |

## Kommerzieller Erfolg

### Chartplatzierungen
The Very Best of the Bee Gees stieg am 10. Dezember 1990 auf Platz 77 in die deutschen Albumcharts ein und erreichte am 14. Januar 1991 mit Rang neun die höchste Platzierung. Insgesamt konnte es sich mit Unterbrechungen 92 Wochen in den Top 100 halten, wozu auch die Wiederveröffentlichung 1996 beitrug. Im Vereinigten Königreich belegte das Album Position sechs und hielt sich 109 Wochen in den Top 100. Ebenfalls die Top 10 erreichte es unter anderem in Neuseeland, Australien, den Niederlanden und Österreich. In den deutschen Jahrescharts 1991 belegte The Very Best of the Bee Gees Platz 23 und im Vereinigten Königreich Rang 72.
| ChartsChartplatzierungen     | Höchstplatzierung | Wochen |
| ---------------------------- | ----------------- | ------ |
| Australien (ARIA)            | 7 (16 Wo.)        | 16     |
| Deutschland (GfK)            | 9 (92 Wo.)        | 92     |
| Österreich (Ö3)              | 9 (14 Wo.)        | 14     |
| Vereinigtes Königreich (OCC) | 6 (109 Wo.)       | 109    |

| ChartsJahrescharts (1991)    | Platzierung |
| ---------------------------- | ----------- |
| Deutschland (GfK)            | 23          |
| Vereinigtes Königreich (OCC) | 72          |

| ChartsJahrescharts (1997) | Platzierung |
| ------------------------- | ----------- |
| Deutschland (GfK)         | 62          |

### Auszeichnungen für Musikverkäufe
The Very Best of the Bee Gees wurde im Jahr 1997 in Deutschland für mehr als eine Million verkaufte Einheiten mit einer doppelten Platin-Schallplatte ausgezeichnet, womit es zu den meistverkauften Musikalben des Landes gehört. Im Vereinigten Königreich erhielt es 1997 für über 900.000 Verkäufe dreifach-Platin. Laut Auszeichnungen belaufen sich die weltweiten Verkäufe auf mehr als 2,5 Millionen.
| Professionelle Bewertungen | Professionelle Bewertungen |
| -------------------------- | -------------------------- |
| Kritiken                   |                            |
| Quelle                     | Bewertung                  |
| allmusic                   | [ 11 ]                     |

| Land/Region                  | Auszeichnungen für Musikverkäufe (Land/Region, Auszeichnung, Verkäufe) | Verkäufe  |
| ---------------------------- | ---------------------------------------------------------------------- | --------- |
| Argentinien (CAPIF)          | Platin                                                                 | 60.000    |
| Australien (ARIA)            | Gold                                                                   | 35.000    |
| Deutschland (BVMI)           | 2× Platin                                                              | 1.000.000 |
| Japan (RIAJ)                 | Gold                                                                   | 100.000   |
| Neuseeland (RMNZ)            | 4× Platin                                                              | 60.000    |
| Niederlande (NVPI)           | 2× Platin                                                              | 200.000   |
| Österreich (IFPI)            | Gold                                                                   | 25.000    |
| Polen (ZPAV)                 | Gold                                                                   | 50.000    |
| Schweiz (IFPI)               | Gold                                                                   | 25.000    |
| Spanien (Promusicae)         | 2× Platin                                                              | 200.000   |
| Vereinigtes Königreich (BPI) | 3× Platin                                                              | 900.000   |
| Insgesamt                    | 5× Gold · 14× Platin ·                                                 | 2.555.000 |

Hauptartikel: Bee Gees/Auszeichnungen für Musikverkäufe